# Eucalyptus gillii
Eucalyptus gillii är en myrtenväxtart som beskrevs av Joseph Henry Maiden. Eucalyptus gillii ingår i släktet Eucalyptus och familjen myrtenväxter. Inga underarter finns listade i Catalogue of Life.